# The Outrun
The Outrun es una película dramática de 2024 dirigida por Nora Fingscheidt a partir de un guion que coescribió con Amy Liptrot, basado en las memorias homónimas de 2016  de Liptrot, publicada en español como En islas extremas por la editorial Volcano. En la novela, Liptrot describe cómo regresó a la casa de sus padres en las islas Orcadas después de haber sido alcohólica en Londres.  Liptrot recibió el Premio Wainwright en 2016 y el Premio Ackerley del Centro PEN en 2017 por su trabajo. 
La película está protagonizada por Saoirse Ronan, quien también se desempeñó como productora. 
El término inglés “outrun”, que da título al libro y a la película, se refiere, por un lado, a los pastizales agrícolas remotas, como los que se encuentran en las Islas Orcadas , pero al mismo tiempo también al verbo “outrun”, “dejar algo atrás". 

## Trama

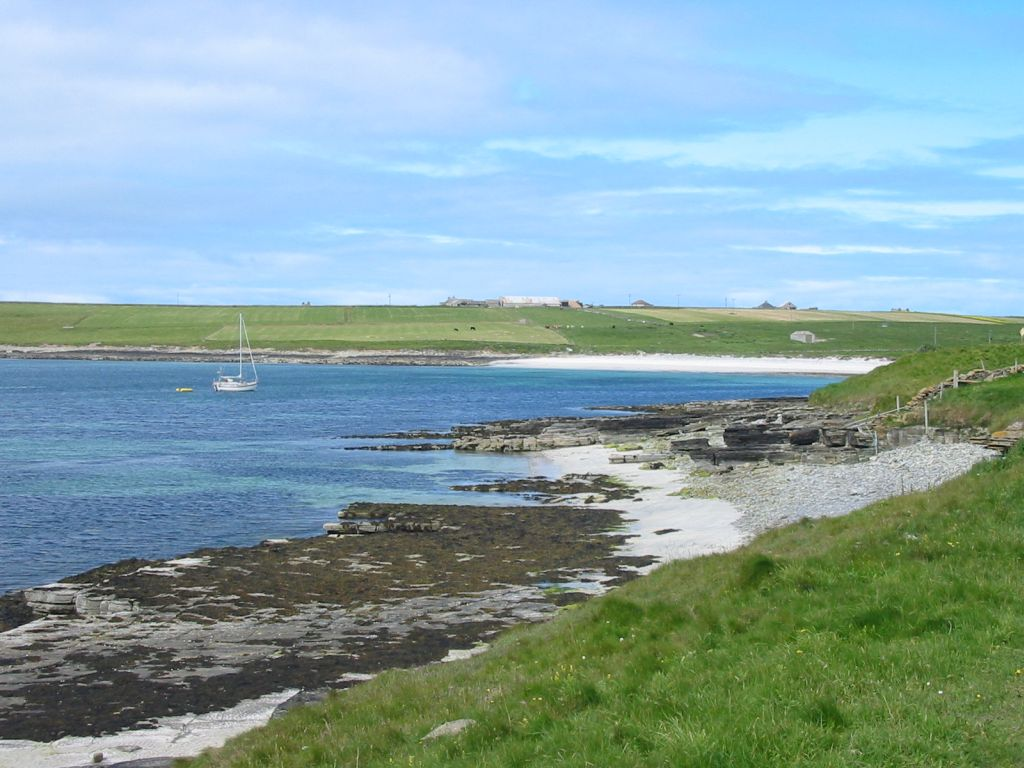
Las Islas Orcadas se presentan como un reflejo de la inestabilidad interior de Rona, opina David Ehrlich en su reseña

Después de vivir una vida al límite en Londres y recién ha salido de una rehabilitación, Rona regresa a las islas Orcadas de Escocia después de haber estado fuera durante más de una década. Sus padres viven separados y Rona se muda con su madre Annie. Su padre Andrew, cuya granja atraviesa dificultades económicas, vive en una caravana. Rona le ayuda en la granja de ovejas donde creció. Allí, los recuerdos de su infancia se mezclan constantemente con los acontecimientos catastróficos más recientes que la han puesto en el camino de la recuperación.
A pesar de sus maníacos vuelos de fantasía y comportamiento aterrador durante su infancia, Rona ama a su padre Andrew, que es bipolar. Mientras su madre buscaba apoyo en su religión y cercanía a Dios, Rona siempre permaneció cerca de su padre.
Después de un tiempo, Rona acepta un trabajo en la Sociedad Real para la Protección de las Aves y ahora está ocupada buscando codornices en todas las islas habitadas de Orkney, una especie de ave que alguna vez fue común pero cuyo número se ha desplomado y está en la lista de animales en peligro de extinción. El trabajo es monótono, pero Rona tiene mucho tiempo para pensar.
Rona se traslada más al norte, a la remota isla de Papa Westray, y experimenta la excepcional hospitalidad de los residentes. Rona está feliz de poder decirle a su amiga, que vive en Londres, que le va mejor que hace mucho tiempo.    

## Elenco
- Saoirse Ronan - Rona
- Paapa Essiedu - Daynin
- Stephen Dillane - Andrew
- Lauren Lyle - Julie
- Saskia Reeves - Annie
- Naomi Wirthner - Amanda

## Producción
La película recibió una financiación para la producción del Filmförderanstalt por un importe de 350.000 euros, del Film- und Medienstiftung NRW y del MOIN Filmförder Hamburg Schleswig-Holstein por un importe de 150.000 euros cada uno y del Medienboard Berlin-Brandenburg por un importe de 300.000 euros.     
El rodaje comenzó en julio de 2022 en las Islas Orcadas y finalizó en septiembre de 2022.   Se emplearon los lugares originales de la infancia de Liptrot, como la pequeña casa donde pasó el invierno durante dos años.  Se rodó también en Inglaterra.  El suizo Yunus Roy Imer actuó como camarógrafo.
La película utiliza analepsis, que el espectador puede reconocer por el cambio de color de cabello de Rona, material documental, fotografías y secuencias animadas para representar el mundo emocional y mental de Rona. 
La música de la película fue compuesta por el saxofonista John Gürtler y el músico de jazz alemán Jan Miserre, quienes recientemente trabajaron juntos para películas como The Veins of the World de Byambasuren Davaa, A Pure Place de Nikias Chryssos y Vacuum Nets de Behrooz Karamizade. 

## Estreno
StudioCanal estrenará la película en el Reino Unido, Francia, Alemania y Austria. Protagonist Pictures supervisa las ventas mundiales de la película, y CAA Media Finance también vende los derechos norteamericanos. La obra se vendió a Filmcoopi y Cineworx para Suiza, Cineart para Benelux y Stage 6 Films para todos los demás territorios internacionales, excepto América del Norte. 
La película se estrenó en el Festival de Cine de Sundance 2024 el 19 de enero de 2024.   También se proyectará en el 74º Festival Internacional de Cine de Berlín en la sección Panorama en febrero de 2024. 

## Recepción
Adrian Horton ' The Guardian, la calificó como "una adaptación conmovedora y delicada" que "evitó los muchos clichés de la adaptación cinematográfica de memorias", y tomó especial nota de la "tremenda actuación de Ronan".  David Rooney de The Hollywood Reporter escribió: "El tercer largometraje narrativo de Fingscheidt continúa sus exploraciones viscerales de la psique femenina con cicatrices" y agregó que Ronan "se pone a prueba física y emocionalmente" en una "actuación cargada de emociones". 
David Ehrlich, IndieWire, escribe en su reseña que la película cuenta una historia sobre la capacidad humana de transformarse, incluso si Rona solo se está transformando en sí misma. Si las islas Orcadas fueron retratadas inicialmente como un reflejo de la inestabilidad interior de Rona, con el tiempo Rona también se convertiría en un reflejo de la eterna perseverancia de las islas, un cambio que ya se puede encontrar en la novela autobiográfica de Amy Liptrot. Aunque el espectador sabe que Rona sufrirá una recaída en algún momento, la directora Nora Fingscheidt no exagera este momento en The Outrun y lo muestra sin acentuar esa inevitabilidad. La película utiliza la recaída como una invitación para que Rona descubra una nueva fortaleza dentro de sí misma, en lugar de retratarla como un momento de debilidad. 

### Premios
| Premio                                   | Fecha de la ceremonia   | Categoría                                  | Destinatario(s) | Resultado | Ref.   |
| ---------------------------------------- | ----------------------- | ------------------------------------------ | --------------- | --------- | ------ |
| Festival Internacional de Cine de Berlín | 25 de febrero de 2024   | Premio Panorama del Público – Largometraje |                 | Nominada  | [ 27 ] |
| St. Louis Film Critics Association       | 15 de diciembre de 2024 | Mejor Actriz                               | Saoirse Ronan   | Nominada  | [ 28 ] |
| Satellite Awards                         | 16 de enero de 2025     | Mejor Actriz- Drama                        | Saoirse Ronan   | Nominada  | [ 29 ] |
| British Academy Film Awards              | 16 de febrero de 2025   | Mejor Actriz                               | Saoirse Ronan   | Nominada  | [ 30 ] |
| British Academy Film Awards              | 16 de febrero de 2025   | Mejor Película Británica                   | The Outrun      | Nominada  | [ 30 ] |